# 172-й миномётный полк
172-й армейский миномётный Печенгский ордена Александра Невского полк - воинская часть Вооружённых Сил СССР в Великой Отечественной войне.

## История
Сформирован 25.05.1942 года на базе 15-го отдельного миномётного батальона и 17-го отдельного миномётного батальона в составе 26-й армии
В составе действующей армии с 25.05.1942 года по 01.12.1944.
Вёл боевые действия на кестеньгском направлении до марта 1944 года, когда был переподчинён 14-я армия и переброшен севернее.
С 07.10.1944 принимает участие в Петсамо-Киркенесской операции, отличился при взятии Петсамо. В декабре 1944 года выведен в резерв, 12.01.1945 года преобразован в 172-й гвардейский миномётный полк

## Полное наименование
- 172-й армейский миномётный Печенгский ордена Александра Невского полк

## Подчинение
| Дата            | Фронт (округ)     | Армия      | Корпус | Дивизия | Бригада | Примечания |
| --------------- | ----------------- | ---------- | ------ | ------- | ------- | ---------- |
| 01.06.1942 года | Карельский фронт  | 26-я армия | -      | -       | -       | -          |
| 01.07.1942 года | Карельский фронт  | 26-я армия | -      | -       | -       | -          |
| 01.08.1942 года | Карельский фронт  | 26-я армия | -      | -       | -       | -          |
| 01.09.1942 года | Карельский фронт  | 26-я армия | -      | -       | -       | -          |
| 01.10.1942 года | Карельский фронт  | 26-я армия | -      | -       | -       | -          |
| 01.11.1942 года | Карельский фронт  | 26-я армия | -      | -       | -       | -          |
| 01.12.1942 года | Карельский фронт  | 26-я армия | -      | -       | -       | -          |
| 01.01.1943 года | Карельский фронт  | 26-я армия | -      | -       | -       | -          |
| 01.02.1943 года | Карельский фронт  | 26-я армия | -      | -       | -       | -          |
| 01.03.1943 года | Карельский фронт  | 26-я армия | -      | -       | -       | -          |
| 01.04.1943 года | Карельский фронт  | 26-я армия | -      | -       | -       | -          |
| 01.05.1943 года | Карельский фронт  | 26-я армия | -      | -       | -       | -          |
| 01.06.1943 года | Карельский фронт  | 26-я армия | -      | -       | -       | -          |
| 01.07.1943 года | Карельский фронт  | 26-я армия | -      | -       | -       | -          |
| 01.08.1943 года | Карельский фронт  | 26-я армия | -      | -       | -       | -          |
| 01.09.1943 года | Карельский фронт  | 26-я армия | -      | -       | -       | -          |
| 01.10.1943 года | Карельский фронт  | 26-я армия | -      | -       | -       | -          |
| 01.11.1943 года | Карельский фронт  | 26-я армия | -      | -       | -       | -          |
| 01.12.1943 года | Карельский фронт  | 26-я армия | -      | -       | -       | -          |
| 01.01.1944 года | Карельский фронт  | 26-я армия | -      | -       | -       | -          |
| 01.02.1944 года | Карельский фронт  | 26-я армия | -      | -       | -       | -          |
| 01.03.1944 года | Карельский фронт  | 26-я армия | -      | -       | -       | -          |
| 01.04.1944 года | Карельский фронт  | 14-я армия | -      | -       | -       | -          |
| 01.05.1944 года | Карельский фронт  | 14-я армия | -      | -       | -       | -          |
| 01.06.1944 года | Карельский фронт  | 14-я армия | -      | -       | -       | -          |
| 01.07.1944 года | Карельский фронт  | 14-я армия | -      | -       | -       | -          |
| 01.08.1944 года | Карельский фронт  | 14-я армия | -      | -       | -       | -          |
| 01.09.1944 года | Карельский фронт  | 14-я армия | -      | -       | -       | -          |
| 01.10.1944 года | Карельский фронт  | 14-я армия | -      | -       | -       | -          |
| 01.11.1944 года | Карельский фронт  | 14-я армия | -      | -       | -       | -          |
| 01.12.1944 года | Резерв Ставки ВГК | 19-я армия | -      | -       | -       | -          |
| 01.01.1945 года | Резерв Ставки ВГК | 19-я армия | -      | -       | -       | -          |

## Командиры
- подполковник Лазарев (1943)[1], майор Кожин Иван Никифорович (1944), подполковник Бессонов (10.1944)[2].

## Награды и наименования
| Награда (наименование)             | Дата                                           | За что получена |
| ---------------------------------- | ---------------------------------------------- | --- |
| Почётное наименование «Печенгский» | Приказ ВГК № 0354 от 31.10.1944 года           | за образцовое выполнение заданий командования в боях с немецкими захватчиками, за овладение городом Петсамо (Печенга) и проявленные при этом доблесть и мужество |
| Орден Александра Невского          | Указ Президиума ВС СССР от 14 ноября 1944 года | За образцовое выполнение заданий командования в боях с немецкими захватчиками, за овладение городом Киркенес и проявленные при этом доблесть и мужество.         |